# Psammodius caucasicus
Psammodius caucasicus är en skalbaggsart som beskrevs av Riccardo Pittino och Shokhin 2006. Psammodius caucasicus ingår i släktet Psammodius och familjen Aphodiidae. Inga underarter finns listade i Catalogue of Life.